# Marillion
Marillion és un grup de rock britànic creat el 1979 a Aylesbury, Buckinghamshire en l'escena musical post-punk de Gran Bretanya i van existir com un pont entre els estils del punk-rock i el rock progressiu clàssic, convertint-se en la banda de rock neoprogressiu amb més èxit comercial de la dècada de 1980. La banda segueix fent gires internacionals, i ha estat posicionada en el lloc 38è de la llista de les 50 millors interpretacions en viu de tots els temps per la revista Classic Rock el 2008.

## Orígens
Quan el grup es va formar l'any 1979 s'anomenaven Silmarillion, prenent el nom de la novel·la J.R.R. Tolkien El Silmaríl·lion. Inicialment estava format entre d'altres per Mick Pointer i Steve Rothery, aquest és l'únic membre del grup que sempre n'ha format part. El seu primer concert va ser l'1 de març de 1980 al Centre Cívic Berkhamsted de Hertfordshire.
L'any 1981 la banda va escurçar el nom a Marillion per evitar conflictes de drets d'autor. Han editat 20 àlbums en les seves dues èpoques: la que va liderar el seu primer vocalista Fish fins a la darreria del 1988, després d'editar el quart àlbum, i la que protagonitza el seu substitut, Steve Hogarth des de la primeria del 1989, amb els setze àlbums següents.

## Discografia

### Àlbums d'estudi
- Script for a Jester's Tear (1983)
- Fugazi (1984)
- Misplaced Childhood (1985)
- Clutching at Straws (1987)
- Seasons End (1989)
- Holidays in Eden (1991)
- Brave (1994)
- Afraid of Sunlight (1995)
- This Strange Engine (1997)
- Radiation (1998)
- marillion.com (1999)
- Anoraknophobia (2001)
- Marbles (2004)
- Somewhere Else (2007)
- Happiness Is the Road (2008)
- Less Is More (2009)
- Sounds That Can't Be Made (2012)
- F.E.A.R. (2016)
- With Friends from the Orchestra (2019)
- An Hour Before It's Dark (2022)

### Compilacions
- Brief Encounter (EUA Mini LP, 1986)
- B'Sides Themselves (1988)
- From Stoke Row To Ipanema (1990)
- A Singles Collection (1992)
- Marillion Music Collection (Itàlia, 1993)
- Kayleigh (Països Baixos, 1996)
- Essential Collection (Regne Unit, 1996)
- The Best of Marillion (Rússia, 1996)
- Best Of Both Worlds (1997)
- Real to Reel y Brief Encounter, rellançats com a dobre CD (1997)
- Kayleigh - The essential collection (Regne Unit, 1998)
- The Singles 82-88 Caixa de CD amb 12 senzills tal com van ser llençats al Regne Unit.(2000)
- The Singles 89-95 Caixa de CD amb 12 senzills tal com van ser llençats al Regne Unit.(2002)
- Warm Wet Circles (Països Baixos, 2003)

### Àlbums en directe
- Real to Reel (1984)
- The Thieving Magpie/La gazza ladra (2 CD, 1988)
- Made Again (1996)
- Anorak Live in the UK (2 CD, 2002)
- Popular Music
- Marbles Live (2005)
- Marbles by the Sea (2005)
- Friends Live (2007)
- Live From Cadogan Hall (2010) Acústic